# Jüdischer Friedhof (Vlašim)

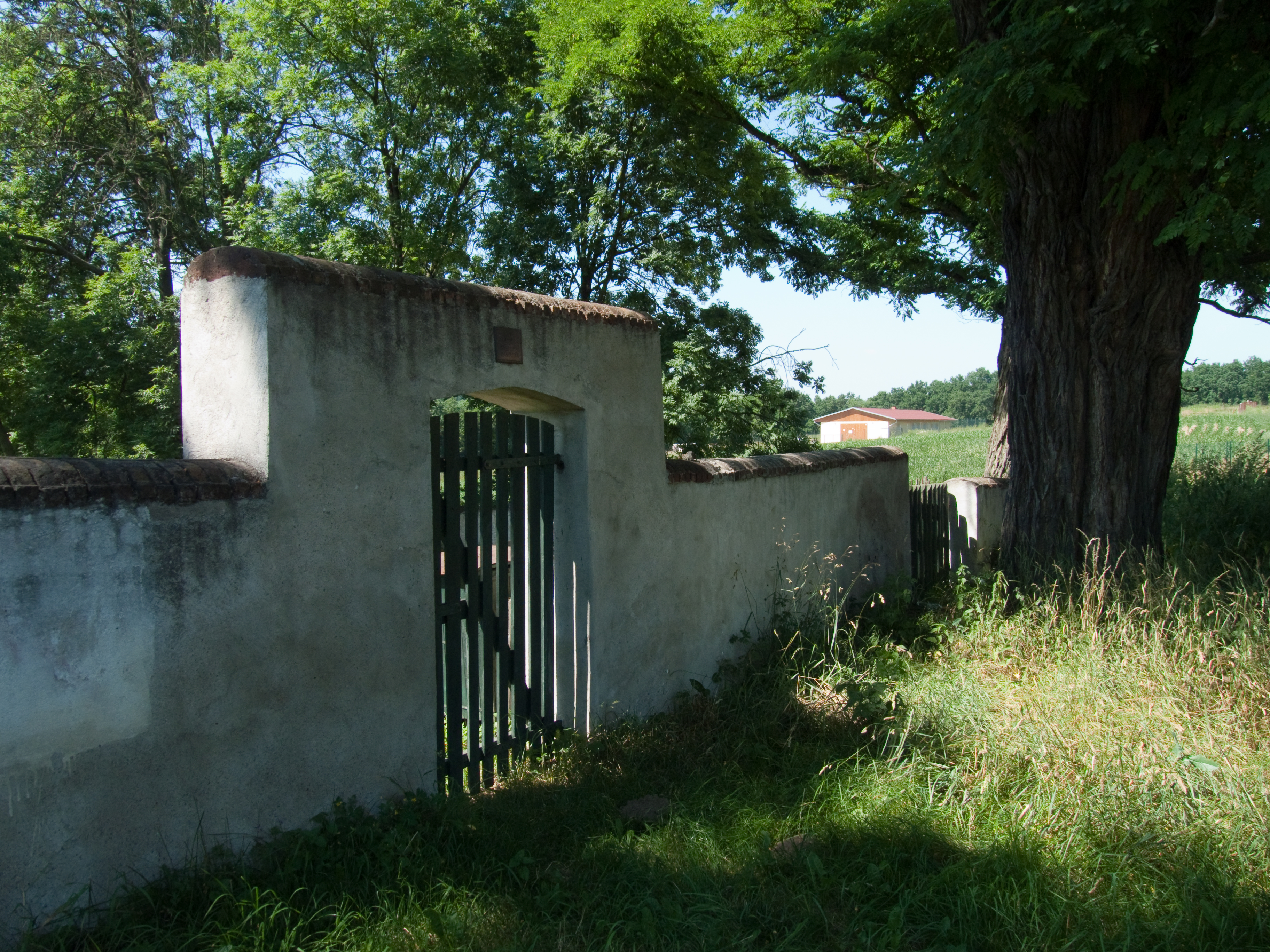
Eingang zum jüdischen Friedhof in Vlašim

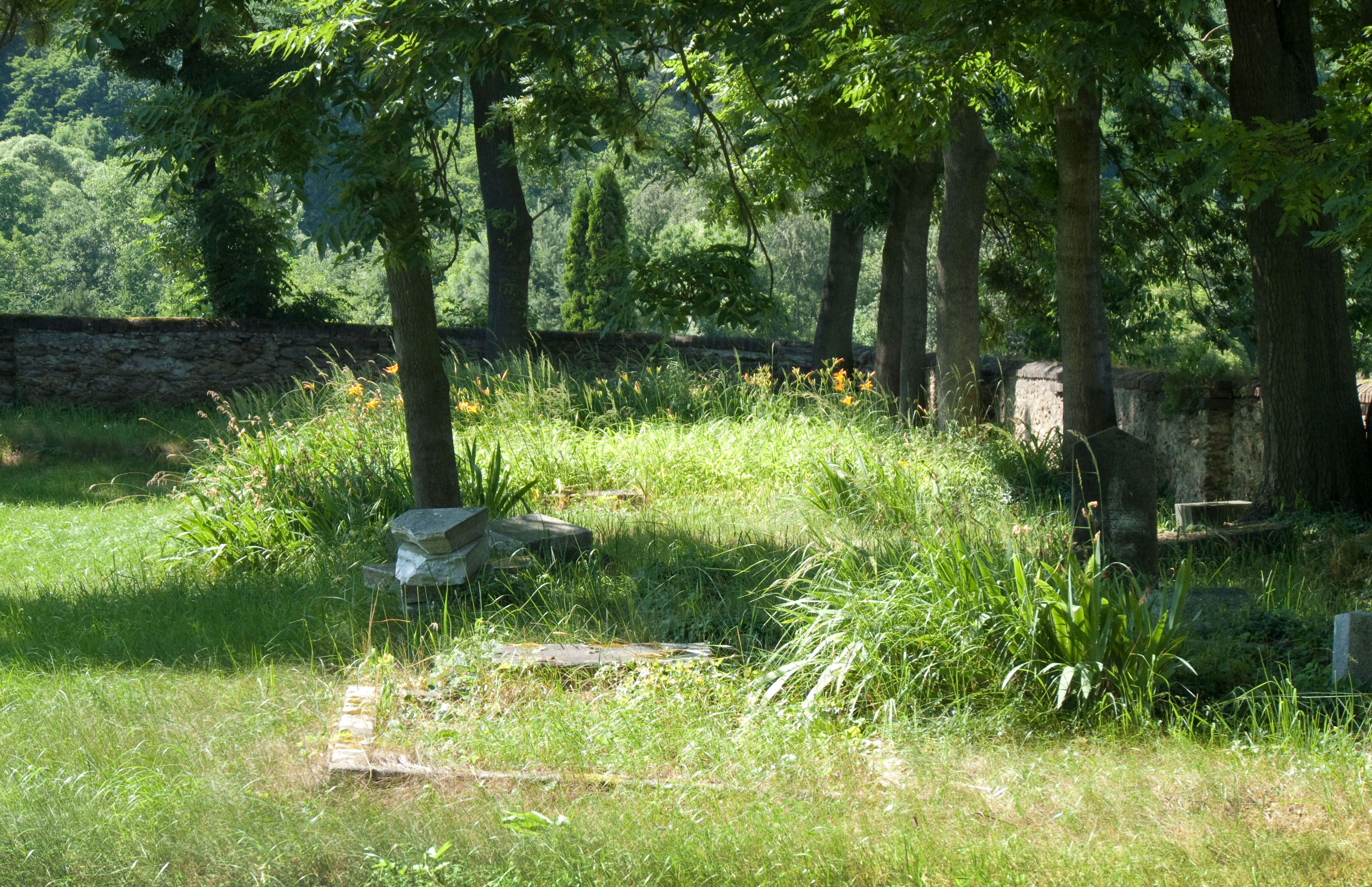
Gräber

Der Jüdische Friedhof in Vlašim (deutsch Wlaschim), einer tschechischen Stadt im Okres Benešov in der Mittelböhmischen Region, ist ein jüdischer Friedhof, der in der Mitte des 19. Jahrhunderts angelegt wurde.  
Auf dem jüdischen Friedhof in Vlašim sind nur noch wenige Grabsteine vorhanden.